# Brian Bogers
Brian Bogers (Eindhoven, 19 september 1996) is een Nederlands motorcrosser.

## Carrière
Bogers werd in 2010 Europeeskampioen 85cc.
In 2011 nam hij deel aan de Nederlandse en Belgische wedstrijden van het Europees Kampioenschap MX2, met KTM. Hij werd zesendertigste in de eindstand. Vanaf 2012 richtte hij zich voltijds op het EK, en werd in zijn eerste volledige seizoen negende. In 2013 haalde hij eenmaal het podium in zijn thuiswedstrijd en werd vierde in de eindstand. In 2014 deed hij mee voor de titel en wist ook podiumplaatsen en overwinningen te behalen, maar hij werd finaal vice-kampioen, met een gelijk aantal punten.
In 2015 maakte Bogers de overstap naar het Wereldkampioenschap motorcross MX2. Hier kwam hij drie jaar uit voor het HSF Logistics Motorsport Team rijdend op een KTM. Hij deed het verre van slecht en werd elfde in zijn eerste seizoen. In 2016 stond hij tweemaal op het podium en werd knap zesde aan het eind van het seizoen. In 2017 stond hij maar één keer op het podium en werd uiteindelijk achtste. In 2018 maakt Bogers de overstap naar de MXGP, waarbij hij in 2018 en 2019 voor het fabrieksteam van Honda (Team HRC) uitkwam, beide jaren met Tim Gajser als teamgenoot. In 2018 reed hij alleen de GP's van Bulgarije en Turkije in respectievelijk augustus en september. Hij eindigde hiermee als 39e in de eindstand. In 2019 reed hij zeventien van de achttien GP's en werd 13e in de eindklassering. In 2020 komt hij voor het Marchetti Racing Team KTM uit. In 2021 komt hij uit voor het Standing Construct GasGas factory team.

## Motorcross der Naties
Bogers werd enkele keren geselecteerd voor de Motorcross der Naties. In 2015 eindigde hij met Glenn Coldenhoff en Nick Kouwenberg als teamgenoten als zesde. In 2016 en 2017 werd hij tweede met de Nederlandse ploeg die verder bestond uit Coldenhoff en Jeffrey Herlings.

## WK motorcross
2015: 11e in MX2-klasse
2016: 06e in MX2-klasse
2017: 08e in MX2-klasse
2018: 39e in MXGP-klasse
2019: 13e in MXGP-klasse
2020: 10e in MXGP-klasse
2021: 12e in MXGP-klasse
2022: 6e in MXGP-klasse
2023: 15e in MXGP-klasse
2024: 11e in MXGP-klasse
| 1 | 24-07-2022 | Vlaanderen | Lommel |